# Montagnieu, Isère
Montagnieu este o comună în departamentul Isère din sud-estul Franței. În 2009 avea o populație de 736 de locuitori.

## Evoluția populației
| An        | 1975 | 1982 | 1990 | 1999 | 2006 | 2009 |
| --------- | ---- | ---- | ---- | ---- | ---- | ---- |
| Populație | 226  | 318  | 444  | 516  | 684  | 736  |